# Amphilius laticaudatus
Amphilius laticaudatus е вид лъчеперка от семейство Amphiliidae. Видът е незастрашен от изчезване.

## Разпространение
Разпространен е в Мозамбик.

## Описание
На дължина достигат до 5,2 cm.